# HMS Zealous (1785)
HMS Zealous (Корабль Его Величества «Зилоус», от англ. zealous — «ревностный») — 74-пушечный линейный корабль третьего ранга. Первый корабль Королевского флота, названный Zealous. Пятый линейный корабль типа Arrogant. Заложен в декабре 1782 года. Спущен на воду 25 июня 1785 года на частной верфи Барнард в 
Дептфорде. Относился к так называемым «обычным 74-пушечным кораблям», нёс на 
верхней орудийной палубе 18-фунтовые пушки. Принял участие во многих морских сражениях периода Французских революционных и Наполеоновских войн, в том числе в Битве на Ниле.

## Служба
31 марта 1797 года Zealous, под командованием капитана Самуэля Худа, вместе с эскадрой Джона Джервиса вышел из Лиссабона к Кадису, куда отступил испанский флот, потерпевший поражение у мыса Сент-Винсент. Принимал участие в блокаде Кадиса. Когда эскадры достиг слух, что испанские галионы, нагруженные сокровищами Нового Света, которые должны были прибыть в Кадис остановились в Санта-Крусе на острове Тенерифе, узнав о присутствии английских кораблей, Нельсону тотчас же пришла мысль идти туда, чтобы овладеть этими сокровищами. 
15 июля 1797 года Нельсон отделился от флота с отрядом из 4 кораблей и 3 фрегатов, вверенных его началу. 22-25 июля 1797 года Zealous в составе эскадры Нельсона принимал участие в нападении на Санта-Крус-де-Тенерифе. Однако испанский гарнизон оказал упорное сопротивление и британцы, столкнувшись с превосходящими силами противника, были вынуждены отступить.
1 августа 1798 года Zealous, под командованием капитана Самуэля Худа, принял участие в Битве на Ниле. Он одним из первых атаковал французский авангард и вступил в бой с французским 74-пушечным кораблем Guerrier. После перестрелки, продолжавшейся около часа, Guerrier лишился всех мачт и был сильно потрепан. Zealous, который расположился так, чтобы большинство пушек противника не могли вести по нему огонь, почти не пострадал. Хотя корабль превратился в развалину, экипаж Guerrier отказывался сдаться, продолжая стрелять из пушек, несмотря на сильный ответный огонь Zealous. Он оказывал сопротивление еще почти два часа, пока капитан Худ не направил к Guerrier лодку с абордажной командой, после чего французский корабль наконец сдался. При этом Zealous понес незначительные потери — лишь один человек погиб и семь было ранено (на борту его противника было 350 человек убитых и раненых).
В период со 2 августа по 4 сентября 1799 года шлюпки с Vanguard и Zealous у берегов Менорки захватили четыре торговых судна с грузом бумаги, леса и зерна.
В 1801 году Zealous принимал участие в блокаде Кадиса. Он пропустил Трафальгарское сражение, будучи отправлен в Гибралтар для пополнения запасов. После битвы при Трафальгаре он продолжал участвовать в блокаде Кадиса.
25 ноября 1805 года Thunderer задержал корабль Nemesis, принадлежащий Дубровницкой республике, который плыл из Иль де Франс в Ливорно, с грузом пряностей, красителя индиго, и других товаров. Zealous разделил призовые деньги с десятью другими британскими военными кораблями.
Zealous оставался на службе до 1815 года когда он был выведен из эксплуатации в Портсмуте и отправлен в резерв. Он был отправлен на слом и разобран в 1816 году.